# Fornos de Algodres (freguesia)
A Freguesia de Fornos de Algodres é uma freguesia portuguesa do Município de Fornos de Algodres com 15,45 km² de área e 1433 habitantes (censo de 2021), tendo, por isso, uma densidade populacional de 92,8 hab./km².

## Demografia
A população registada nos censos foi:
| Distribuição da População por Grupos Etários | Distribuição da População por Grupos Etários | Distribuição da População por Grupos Etários | Distribuição da População por Grupos Etários | Distribuição da População por Grupos Etários |
| -------------------------------------------- | -------------------------------------------- | -------------------------------------------- | -------------------------------------------- | -------------------------------------------- |
| Ano                                          | 0-14 Anos                                    | 15-24 Anos                                   | 25-64 Anos                                   | > 65 Anos                                    |
| 2001                                         | 275                                          | 219                                          | 871                                          | 321                                          |
| 2011                                         | 196                                          | 192                                          | 821                                          | 418                                          |
| 2021                                         | 166                                          | 124                                          | 709                                          | 434                                          |

## Património
- Pelourinho de Fornos de Algodres